# Veligrad

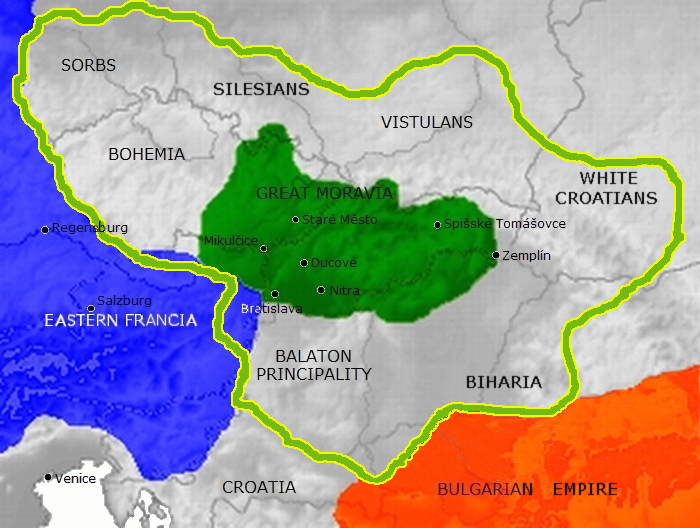
Přibližná mapa jádra a maximálního rozsahu Velké Moravy na konci 9. století

Veligrad („velké město“), nebo také Velehrad, bylo hlavní město a mocenské centrum Velkomoravské říše. Je sice popsáno v řadě historických pramenů, ale o jeho přesném umístění se mezi historiky vedly často diskuze. Během historického bádání býval Veligrad ztotožňován s mnoha místy na dnešní východní Moravě, západním Slovensku či Maďarsku, nejčastěji pak se Starým Městem u Uherského Hradiště a Valy u Mikulčic.
Při určování polohy Veligradu vycházeli historikové z dochovaných popisů místa a cest do něj, stejně jako z výsledků archeologických bádání. Stopy Velké Moravy se nacházely průběžně už od středověku, ale již od raného středověku byly vystaveny zkáze, neboť na rozdíl od mnohých jiných velkomoravských lokalit Staré Město žije jako sídliště bez přerušení od nejstarších dob slovanského osídlení dodnes.

## Teorie o poloze Veligradu
Málokterá lokalita vyvolala tolik diskuzí, sporů a protichůdných názorů o svém historickém významu, jako aglomerace Starého Města a Uherského Hradiště s okolím. Podle místní tradice je spojována od počátku svého vzniku se sídlem velkomoravských vládců a byla církevní metropolí Metodějova arcibiskupství. Mnoho badatelů se snažilo najít skutečný stav problematiky, mnohdy romanticky přikrášlený, archeologickým průzkumem v terénu či srovnávacími jazykovými metodami. Diskuze a polemiky trvaly řadu desetiletí bez kloudného závěru. Situaci ztěžoval fakt, že se nebylo možné opřít o solidní výsledky archeologického průzkumu, a řada mýtů a teorií přetrvávala prakticky až donedávna. Průzkum ztěžuje nejen samotná hustě zalidněná oblast (neblahé povodně roku 1997 měly i pozitivní přínos, umožnily totiž průzkum řady dříve zastavěných míst Starého Města), stavební činnost, těžba nerostů, zemědělská činnost, eroze, ale převážně také nedostatek financí.
Místní tradice vycházela z různých zpráv v kronikách a listinách, které byly často ale neúplné. Z legendy o sv. Metoději se např. dovídáme, že:
| „                        | Velkomoravský arcibiskup byl pochován ve stoličním chrámě moravském po levé straně ve zdi za oltářem Panny Marie. | “ |
| — Legenda o sv. Metoději | |   |

Lokalitu už ale legenda nezmiňuje. Legenda Moravica (Tempore Michaelis imperatoris) rovněž jmenuje arcibiskupa Metoděje a krále Svatopluka, ale neuvádí Velehrad. Teprve až Dalimil jmenuje Metoděje arcibiskupem velehradským. Samotné jméno Velehradu je doloženo teprve v listině olomouckého biskupa Jindřicha Zdíka k roku 1141 (dříve se uváděl rok 1131). Tento doklad však pod jménem Velehradu zná lokality dvě. Jedna patřila ke kostelu spytihněvskému, druhá ke kostelu brněnskému. Zatímco o Velehradu na Brněnsku není známo vůbec nic, neboť žádné další zprávy se o brněnském Velehradu nedochovaly (jeho poloha totiž odpovídá spíše Rajhradu, je možné, že jde o chybu vzniklou podobností názvů), o staroměstském Velehradu (8 km jihojihozápadně od Spytihněvi) zprávy jsou.
Když na počátku 13. století vyrostl 4 km severozápadně od dnešního Starého Města, tehdejšího Veligradu, klášter, převzal jméno po této již upadající trhové obci. V kronice Přibíka Pulkavy z Radenína čteme výslovné, ale nepřesné tvrzení, že velehradský klášter stojí na místě někdejší moravské metropole. Spojení starých tradic s polohou kláštera dalo v době baroka vzniknout až legendárním zkazkám o velkomoravské minulosti místa, na němž stojí klášter. Progresivní vývoj Veligradu jako hospodářského a mocenského centra však probíhal právě 4 km jihovýchodně od pozdějšího nedalekého kláštera na místě dnešního Starého Města a centra dnešního Uherského Hradiště.
Pochybovat o centru říše na místě kláštera se začalo až v období osvícenství, ale mínění se tříštila. Rajhradský benediktin Josef Bonaventura Piter prohlásil za bajku, že na Velehradě kdy sídlil král a arcibiskup. Josef Dobrovský zase vůbec pochyboval o možnosti bezpečné lokalizace Metodějova sídla. Mladší generace však se skeptickým názorem Dobrovského nesouhlasila. František Palacký přišel s pojetím, že starý Velehrad je nutno hledat na místě dnešního Uherského Hradiště. Oproti tomu moravský historik Beda Dudík vystoupil v 60. letech 19. století s názorem, že velkomoravské ústředí je třeba hledat v Panonii. Toto Dudíkovo vyjádření spustilo delší literární spory. Proti Dudíkovu názoru se první obrátil Vincenc Brandl, který nakonec přesvědčil Dudíka natolik, že ten v českém vydání svých dějin Moravy již od svého původního názoru upustil.

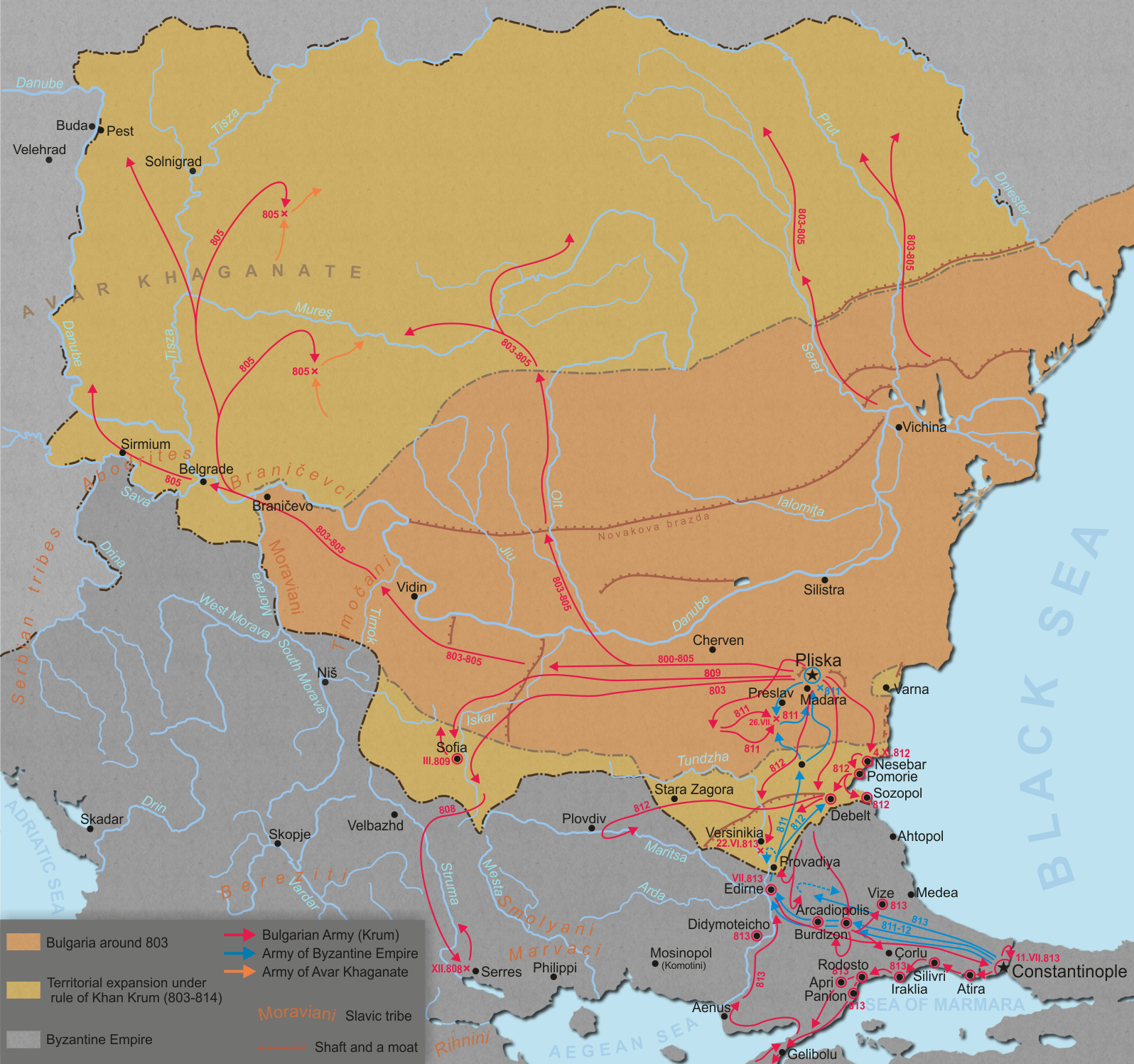
Mapa Panonie na počátku 9. století, na níž je zakreslen jeden z Velehradů – v tomto případě se jedná o Székesfehérvár

Dudík spojoval Velehrad s Mosaburgem (Blatnohradem) u Blatenského jezera, a s Moosburgem u Wörthersee; stejně jako Tomáš Pešina z Čechorodu věřil, že centrum Velkomoravské říše bylo pod tlakem Hunů přesídleno z Panonie do Korutan (podle Pešiny byl Velehradem Veszprém). I rusínský historik Antonij Petruševič považoval Velehrad za Blatnohrad. Francouzský autor Charles Barberet zmiňuje (1858), ve velkomoravské souvislosti, bez dalších podrobností, Bieligrad; tj. Stoličný Bělehrad, Székesfehérvár. Maďarský autor István Sándor naopak zastával myšlenku (1799), že velehradským sídlem byl slovenský Děvín. Veligrad býval ztotožňován rovněž se srbským Bělehradem (Gelasius Dobner, Josef Dobrovský).
Některé názory byly přehnané. Moravský topograf František Josef Schwoy (1793) si Velehrad představoval jako rozsáhlé město, jehož skvostné stavby, paláce a chrámy zabíraly prostor od Polešovic, Boršic, přes Uherské Hradiště po dnešní Velehrad, kde měl stát centrální hrad. Podobně romanticky uvažoval František Přikryl. Velehrad měl sahat od Polešovic po Spytihněv. Jiní měli představu rozlehlého rovinného hradu jako centra systému obranných pevností a pevnůstek v širém okolí, včetně lokalit pozdně středověkých. Dokonce i nestor archeologie Lubor Niederle předpokládal rozsáhlý systém složitých dřevěných opevnění. Také Antonín Zelnitius dospěl k názoru, že opevnění Veligradu zahrnovalo území od Kostelan nad Moravou po Huštěnovice a že k němu patřilo údolí od Veselí nad Moravou po Napajedla a od Hluku po Osvětimany. Viktor Pinkava zastával názor, že slovanský Velehrad stál v místech dnešní Olomouce.
Teprve nový archeologický výzkum od poloviny 20. století vnesl do těchto zmatků světlo. Většina dnešních velkomoravských památek byla objevována teprve od 60. let 20. století (např. Luďkem Galuškou, Josefem Poulíkem, Zdeňkem Klanicou).

## Historické prameny o Veligradu

### Soudobé středověké písemné prameny
O Velké Moravě se z té doby dochovaly některé zprávy arabských cestovatelů, kteří navštěvovali střední Evropu za účelem obchodu. Nejdůležitější jsou dva spisy. Jeden z nich napsal Arab ibn Rusta (Ibn Rosteh) někdy ve druhém desetiletí 10. století a druhý perský spisovatel Gardízí přibližně v polovině 11. stol. Oba čerpali z nedochovaného díla arabského zeměpisce Džaiháního, který psal na samém počátku 10. století, někdy těsně po roce 903. Opisy těchto děl se však dochovaly až z poloviny 13. století, vyskytují se tedy mírné rozdíly dané ať už chápáním či zkomolením samotnými arabskými cestovateli nebo jejich opisovači.
O sídelním městě krále Svatopluka psal arabský autor, encyklopedista a geograf Omar ibn Rusta z Isfahánu v díle Kniha vzácných drahokamů:
překlad (Havlík): „… Na počátku území Slovanů je město zvané Wábnít (město Nít – Nitra). … Slované svého vládce nazývají župan, jeho poslouchají a jeho slovy se řídí. Jeho sídlo je uprostřed slovanské země. Nejvznešenější a nejčelnější je mezi nimi ten, jemuž říkají vládce vládců a nazývají ho Svatopluk. Má větší moc než župan a župan je jeho zástupce. Má dobrá, pevná a drahocenná brnění. Město, ve kterém sídlí, se nazývá Džrwáb. V každém měsíci se v něm konají po tři dny trhy a při nich nakupují a prodávají. V jejich zemi vládne tak tuhá zima, že lidé si musí vykopat obydlí pod zemí, která přikryjí střechou ze dřeva podobně jako u křesťanských kostelů…“
Obdobně psal al-Marwází v Knize o přirozených vlastnostech zvířat.
Podle perské kroniky Země světa (§ 43) měla Svatoplukova země četné hrady a pevnosti:
překlad (Havlík): „O zemi Slovanů. … Císař Slovanů se nazývá Svatopluk. … Mají dvě města. Wábnít (město Nitra) je prvním městem na východě země Slovanů. Ch.r.dáb je velké město (grad) a sídlo císaře.“
Taktéž Ibn Mahmúd Gardízí v díle Okrasa historie:
překlad (Havlík): „Jejich vládce si klade na hlavu korunu a všichni ho poslouchají a konají podle jeho příkazů. Svého nejvyššího vládce nazývají Svatopluk a jeho zástupce nazývají župan. A sídelnímu městu krále říkají Dž.ráw.t. Každý měsíc jsou v onom městě po tři dny trhy, kde obchodují s různým zbožím.“
Ibráhím ibn Jákúb v jiném případě interpretoval označení Ch.r.dát (Ghrád) jako velkou pevnost, velký hrad.
Počáteční Ch vzniklo chybným přepisem z perského čtení Dž. Dále uvádí např. L. E. Havlík, že výslovnost počáteční hlásky Dž je pozdější, v 9. století se vyslovovalo jako G.
Dílo „Kniha vzácných drahokamů“, původně napsané někdy v roce 912 či 913 se zachovalo v pozdějším opise v podobě jediného exempláře, British Museum (sign Add 23478). Překlad jeho zprávy má řadu verzí, vzhledem k historickému posunu významu řady slov, a objevováním nových odborných metod je vlastně stále ve vývoji:
Další překlad (Šonka): „Nejvznešenější a nejznámější z nich, kterého nazývají vládcem vládců, se jmenuje Svatopluk. … Má překrásné vojáky v pancířích, kteří jsou mocní i stateční. Město, ve kterém sídlí, se nazývá Džarádišť a v něm se konají jednou měsíčně trhy, které trvají tři dny…“
Někteří badatelé čtou ono záhadné jméno Svatoplukova města Džerváb či Džirváb, jiní Džarádist nebo Džarádust. V textu Gardízího Džirávat nebo Džirávet.
Zcela nesprávný je následující překlad čtený chybně odspodu:
Překlad (Galatík): „… v jejich zemi vládne Veligrad, úplně vykopané město, ve kterém bydlí džrwáb. A mají v ní trh v měsíci (kalendářním) tři dny kromě toho, co dojí z mléka. A má hradby (záštity) výborné, nedobytné neobvyklé (vzácné). (On) je nazýván vládce vládců, nejstarší syn a proto král (málik).“
Starý Veligrad jako hlavní město Moravy s metropolitním chrámem svatého Petra se pak objevuje v zápisech Jádra katalogu biskupů Moravy, výtahu ze staršího moravského chronografu. S Veligradem se spojuje jak činnost slovanských věrozvěstů svatého Konstantina – Cyrila a svatého Metoděje, tak vláda Svatoplukova, dále činnost arcibiskupů Jana a Silvestra v první polovině 10. století. Pozdní tradice do Veligradu položila sídlo krále Moravy jménem Olgus, který tam měl údajně vládnout v letech 932–961 (nebo 923–945).

### Pozdější písemné prameny
Už v roce 1862 ztotožnil archivář Vincenc Brandl Staré Město s trhovou vsí Veligrad. Tak je Staré Město pojmenováno např. v nové správní organizaci, donedávna chybně datované rokem 1131. V roce 1141, kam je obvykle přesněji řazen vznik dokumentu, se ve známé listině olomouckého biskupa Jindřicha Zdíka připomíná osada Veligrad, dnešní Staré Město.
V roce 1220 se obdobně setkáváme s označením „trhová ves Velehrad“ (Welegrad villa forensis). Obdobně lze vyčíst povědomí o někdejších správních poměrech i z listiny z roku 1228 (výčet statků velehradského kláštera v privilegiu Přemysla I. Otakara), v níž se uvádí Weligrad, dříve město, nyní městys, nebo též někdejší hradiště, nyní trhová obec (Weligrad, civitas primo, modo burgus). Ve Veligradu - Starém Městě byl v té době hrad, jehož funkce již končila a areál byl postupně zastavován.
Když moravský markrabě Vladislav Jindřich na počátku 13. století v roce 1205 založil v blízkosti Veligradu cisterciácký klášter, význam této trhové vsi, kde „trhy se konaly od nepaměti“, znovu vzrostl.
Z těchto zmínek lze usuzovat na určité výsadní postavení trhové obce Veligradu založené na právech posvěcených dávnou tradicí. Jednak jde o trhové právo (od 13. století uváděné v listinách jako staré a známé), jehož počátky sahají hlouběji do minulosti, než svědectví dokumentů (možná až před zprávy Omara ibn Rusty), jednak o svědectví majetkových transakcí „občany“ (cives) z trhové vsi Veligradu v listinách z prvních dob existence velehradského kláštera. Obyvatelé trhové vsi Veligradu tedy byli svobodní lidé.
Za povšimnutí stojí listina z roku 1247, kterou Oldřich Korutanský věnuje veligradskému klášteru kapli „ležící na hoře u Kunovic, zbudovanou ke cti jmenované blahoslavené vždy Panny Marie, s právem patronátu a se vším příslušenstvím, jakož i se vším prastarým právem…“.
V roce 1257 došlo z příkazu českého panovníka Přemysla Otakara II. k přenesení tržních práv z Veligradu a blízkých Kunovic na nově založené město na ostrově v řece Moravě, které dostalo nejdříve název Nové Město, o rok později Nový Veligrad a teprve později na počátku 14. století, když se jméno Velehradu vžilo pro novou obec okolo velehradského kláštera, ustaluje se pro Nový Veligrad název Hradiště (někdy též Hradiště nad Moravou, od 17. století Uherské Hradiště).
Naposledy je staroměstské sídliště jmenováno Veligradem v listině českého krále Jana Lucemburského z 2. března 1315 (CDM VI., č. 88, s. 61).
V listině Alberta ze Zdounek z 5. února roku 1321 se již nazývá Starým Městem. Od této doby se původnímu Veligradu začalo říkat Antiqua civitas (Staré Město), a to v protikladu k nově založenému královskému městu Novému Veligradu – Uherskému Hradišti. Je možné, že zde se velkomoravský Veligrad vrátil k dřívějšímu názvu své centrální části, než se rozrostl na velkoměsto Veligrad. Byť slovem civitas (hrad, hradiště) se označují lokality velmi významné, dokonce sídla králů, a naproti tomu slova urbs se používá výhradně pro sídliště městského charakteru, nemusí vůbec udivovat, že pro některá z nich používali letopisci označení obojího, tedy urbs i civitas, kdy civitas bylo označení běžnější. Někteří dnešní badatelé jsou však názoru, že u „Antiqua civitas“ nelze hledat souvislost s „antiqua urbs Rastici“ Fuldských letopisů k roku 871. Prof. Vilém Hrubý se však odvažoval vztahovat na Staré Město onen záznam fuldského letopisce, podle něhož se roku 871 Svatopluk uchýlil do „starého města Rastislavova“ (urbem antiquam Rastizi) – tedy do města Rastislavem vybudovaného a jím obývaného, jak celá nálezová situace ve Starém Městě naznačuje.
Uvedené označení ostatně odeznívá, jak se zdá, ještě ve středověkých listinách. Jedna z nich, datovaná sice k roku 1202, vzniklá ale až v letech 1222–1228 nebo ještě později, píše např. o hranicích blízké vesnice Kostelany, jež sahají „až k valu starého města“ (usque ad vallum antique civitatis). (Jde patrně o předsunutý tzv. zlechovský val, do literatury uvedený ředitelem Slováckého muzea v Uherském Hradišti K. Hanákem v roce 1931. Stopy archeologicky zatím neprověřeného valu byly podle jeho pozorování patrny v terénu do vytvoření velkých družstevních lánů a údajně jsou některé úseky vysledovatelné dodnes. Zato těsně u Hanákovy linie tzv. zlechovského valu bylo archeology pod vedením Viléma Hrubého nalezeno sídliště z 8. až 9. století.) Tato situace zase umožňuje úvahu, že se zároveň jedná i o „onu nepopsatelnou Rostislavovu pevnost, všem odedávna známým nepodobnou“ (… illam ineffabilem Rastizi munitionem et omnibus antiquissimis dissimilem venisset) a „se všemi hradbami oné krajiny“ (omnia moenia regionis illius), zmíněnou ve Fuldských letopisech k událostem roku 869, kde se tedy doslova píše též o opevněné krajině, ne pouze o vlastní pevnosti.
Původní název Starého Města (Veligrad) přešel na osadu při cisterciáckém klášteře, který vznikl ve vzdálenosti 4 km severozápadním směrem od Starého Města. Obec vzniklá v bezprostřední blízkosti kláštera (Velehrad) si drží jméno dodnes. Klášter také převzal místní tradice o počátcích křesťanství na Moravě a dále je rozvíjel. Proto není divu, že v kronice tak řečeného Dalimila z počátku 14. století je psáno, že Metoděj byl velehradským arcibiskupem. A byl to rovněž Dalimil, který uvedl, že král Svatopluk po boji s císařem se navracel „do Velehrada“ a Metoděj „u Velehradě křti Čecha prvého, Bořivoje kněže českého“.
O tři čtvrtě století později lze již najít u kronikáře Přibíka Pulkavy z Radenína (z doby Karla IV.) výslovné tvrzení, že velehradský klášter stojí na místě někdejší moravské metropole. U tohoto kronikáře najdeme drobnou zajímavost. Podle Pulkavy byl Bořivoj pokřtěn Metodějem v roce 894 ve městě Velehradě, hlavním městě říše Moravské. Nedaleko Velehradu se údajně nalézal les zvaný Greczen. Pulkava uvedl datum minimálně o 10 let chybně, neboť Metoděj zemřel roku 884. Ovšem v listině z roku 1321 (CDM VI, 134) je uveden forestarius (fořt, lesník) lesů u Buchlovic, jmenujících se Greczne.
O Velehradě se v souvislosti s Cyrilem zmiňuje též legenda Vita minor (tzv. Fejfalíkova – F; MMFH II., 236-237) o životě sázavského opata Prokopa a legenda Quemadmodum (MMFH II., 292-293) z doby Karla IV., kdy Svatopluk doprovodil Metoděje do jeho chrámu „in Welegrad“, což v podstatě zopakovala staročeská legenda z 15. století Život svatých Crhy a Strachoty. V Karlově legendě o svatém Václavovi (Hystoria nova de sancto Wenceslao, MMFH II., 315) je možné se dočíst, že Bořivoj byl pokřtěn Metodějem „in civitae metropolitana Welegradensi“ v kostele svatého (blaženého) Víta.
O velehradské církvi se zmiňuje v souvislosti s Metodějem Augustin Käsebrot (Augustini Olomoucensis Episcoporum Olomucensium series ad 863-894, MMFH IV., 433-434). Polský historik Jan Dlugoš psal v 15. století v díle Historia Poloniae libri XII (MMFH I., 244-245) o pontifikálním sídle u Velehradu, který ležel při toku řeky Moravy.

### Pověsti a lidová podání
Od pradávných časů se tradují legendy. Ty se vypravují, ale přímých důkazů o těchto mnohdy významných událostech většinou nemáme.
- Podle lidového podání, jehož starobylost se sotva dá spolehlivě posoudit, stával údajně někde nad potokem Salaškou v části polohy Špitálky ve Starém Městě veliký chrám Panny Marie, snad dokonce katedrální chrám moravský. Jedna verze se týká severní ostrožny, druhá verze jižní ostrožny. Sondáž na severní ostrožně však byla bezvýsledná, na jižní ostrožně je znemožněná souvislou obytnou zástavbou.
- Podle pověsti zaznamenamé v 17. století stával údajně v lukách v poloze Na zerzavici v dnešním Uherském Hradišti špitál s kostelem sv. Klimenta. Svatoklimentské zasvěcení je starobylé a mohlo by odpovídat době velkomoravské.
- K lokalitě U Víta se vztahuje legenda, podle níž měl být v kostelíku sv. Víta arcibiskupem Metodějem pokřtěn kníže Bořivoj a kněžna Ludmila.
- Severní až západní obzor lemují zalesněné kopce Chřibů a chrání přístupy do údolí jako dokonalá přírodní hradba. Panoramatu dominuje charakteristické trojvrší, které lze pozorovat z mnoha stran jako výrazný a nezaměnitelný orientační bod na dálkové obchodní trase od Jadranu k Baltu, tzv. Jantarové stezce. Tyto přírodní majáky z dálky oznamovaly blízkost hlavního města Velkomoravské říše. V okolí Uherského Hradiště se traduje, že tato dominanta nad metropolí království Moravanů zakotvila v povědomí nejen kupeckých karavan, ale zejména místního obyvatelstva a jeho potomků natolik, že se dokonce dostala do znaku, který dnes používá Slovensko. Nejmenuje se však Tatra, Fatra a Mátra, ale Holý kopec, Buchlov a Modla (někdy nazývaná Barborkou podle kaple sv. Barbory na jejím vrcholu).

## Výzkumy lokality Staré Město

### Archeologické výzkumy

#### Historie archeologických výzkumů Starého Města a Uherského Hradiště
Lokality Starého Města a Uherského Hradiště vzbuzují trvalý zájem archeologů již od poloviny 19. století. V roce 1862 označil zemský archivář Vincenc Brandl staroměstskou lokalitu Na Valách za velkomoravskou, stejně jako z ní pocházející první nálezy, přičemž se zmínil, že: „Velehrad nikam jinam klásti nemůžeme, než kde nyní Staré Město leží“. K roku 1863 je vztahována zpráva Františka Pluskala Moravičanského, která se týká staroměstského kostela sv. Víta.
První skutečné odkryvy mající charakter archeologických výkopů byly na půdě Starého Města uskutečněny v 70. a 80. letech 19. století. Jsou spojeny se jmény staroměstského učitele a archeologa Julia Jeronýma Christina (1868–1870), kněze Františka Přikryla (1876–1887), kněze Julia Vychodila, Jana Nevěřila, revírníka Arnošta Matzenauera, učitele Josefa Homoly (1880–1885), doktora F. Koželuhy a Františka Myklíka (1888–1889). O nálezy Christinova nástupce ve staroměstské škole Františka Myklíka se začal zajímat též přední reprezentant moravské archeologie Innocenc Ladislav Červinka. K dalším badatelům přelomu 19. a 20. století patří Ignác Tkáč, doktor Martin Kříž a Bartoloměj Hanák.
Druhá etapa archeologického bádání je ve Starém Městě spojena především se jménem učitele, muzejníka a amatérského archeologa Antonína Zelnitia, který v roce 1922 kolem sebe soustředil skupinu dobrovolníků (K. Hanáka, A. Horsáka, J. Kočiše, E. Lepku a V. Hrubého). Prvním zdokumentovaným cenným nálezem byla zlatá náušnice objevená v roce 1924. Posléze se také podařilo přilákat „Na Valy“ čelné představitele prvorepublikové archeologické vědy – nejprve veletinského rodáka, významného slavistu a univerzitního profesora Lubora Niederla (1927 a s jeho přispěním i ředitele Státního archeologického ústavu Karla Buchtelu a pak Jaroslava Böhma a nakonec i americké badatele V. J. Ferokese a R. V. Ehricha (1928). Ti se dokonce účastnili i samotných odkryvů. K dalším veličinám meziválečné archeologie, zajímajících se o velkomoravskou problematiku Starého Města patřil i německý badatel Karl Dinklage. V roce 1942 byly archeologické výkopy ve Starém Městě na tři roky přerušeny.
Počátek třetí etapy archeologického terénního výzkumu můžeme ve Starém Městě ztotožnit s rokem 1948. Na post vedoucího archeologa tehdy nastoupil čerstvý absolvent brněnské univerzity, bývalý učitel Vilém Hrubý. Pod jeho vedením byl v roce 1949 v lokalitě Na valách učiněn objev, který se nesmazatelně zapsal do dějin naší archeologie. Při pokračujícím výzkumu pohřebiště došlo k odkryvu negativní výplně základových rýh sálového kostela s podkovovitou apsidou, což představovalo objevení prokazatelně první zděné architektury z doby Velké Moravy u nás. (Dříve objevený kostel v Modré u Velehradu v roce 1911 Janem Nevěřilem v tu dobu ještě nedisponoval důkazy, že se jedná o kostel z 9. století). Výsledky své práce zveřejnil Vilém Hrubý v monografii Staré Město – Velkomoravský Velehrad.
K zásadní změně ve strategii archeologických výzkumů na půdě Starého Města došlo v roce 1976. Byla důsledkem rozšiřující se bytové a investiční výstavby, která zasáhla velké plochy zahrad a polí, často v intravilánu obce. Poslední výzkumy jsou spojeny se jménem doc. PhDr. Luďka Galušky, CSc.

#### Ztotožnění lokality s Veligradem
Vzhledem k demografické křivce pohřbů, která napovídá hustotu osídlení, k určité dispozici hlavních tras a soustředění určitých řemesel se jasně rýsuje obraz plánovitého budování nového velkého střediska říše na rozlehlém předhradí Starého Města, chráněného pevností, kterému právě náleželo označení Veligrad. Na základě archeologických nálezů a jejich množství a zejména na tu dobu obrovské rozlohy lokality, několikrát převyšující rozlohu obdobných sídel té doby, je dnes již nade vší pochybnost jasné, že Veligrad se nacházel na území dnešního Starého Města a Uherského Hradiště, jak o tom svědčí i dřívější názvy těchto měst.
Ve Starém Městě a části Uherského Hradiště od středověku bezmála nedošlo k nějakému výkopu nebo terénní úpravě, při nichž by chyběly nálezy z doby velkomoravské. Nejprve tu v průběhu 7. až 9. století vyrostla řada zemědělských a především řemeslnických osad, jejichž centry se stalo v 9. století hradisko Na Valách, sídliště Na Špitálkách a Na Dědině. Rozsah a bohatství archeologických nálezů – pozůstatků staveb, užitných předmětů, výzbroje a šperků – daly vzniknout oprávněné domněnce, že se jedná o jedno z důležitých správních center Velkomoravské říše a o sídelní město jejího vládce.
Jméno Veligrad se nejednou vyskytovalo a vyskytuje v nejtěsnějším okolí Starého Města. Na žádné jiné lokalitě se obdobný případ tradice jména Veligrad nevyskytuje. Další teoretické úvahy o tom, že by velkomoravský Velehrad mohl ležet někde jinde, jsou spekulativní hypotézy nedoložené ani tradicí a písemnými prameny, ani archeologickými nálezy.
Podle minulých teorií býval Veligrad někdy ztotožňován s následujícími místy: Valy u Mikulčic, Staré Město a Uherské Hradiště, Hodonín, Kyjov, Znojmo, Náklo, Pohansko u Břeclavi, Veselí nad Moravou; v podání slovenských historiků pak také Nitra, Děvín, Trenčín, Bratislavský hrad.

## Lokality spojované s Veligradem podle dosavadního stavu bádání

### Staré Město
Akropole Starého Města Na Valách opevněná již v polovině 8. století dosáhla rozmachu ve druhé polovině 9. století. Velmi hustě osídleno bylo i okolí Starého Města a Uherského Hradiště, jen mezi Ostrožskou Novou Vsí a Kunovicemi jižně od aglomerace zaznamenaly archeologické výzkumy 15 slovanských sídlišť. Podobná koncentrace slovanských sídlišť byla zjištěna severně od aglomerace na jižním okraji Huštěnovic.
Zástavba aglomerace byla členěna na účelové areály včetně výrobních okrsků specializované řemeslné výroby, podléhající určité urbanistické koncepci (mocenský areál Na Dědině, výrobní areály Na kostelíku – U Víta, Na Špitálkách a Nad Haltýři, tržní prostranství Salaška, centrální nekropole Na Valách, sídelní okrsky Za Zahradou, Na Špitálkách a Rybárny, ostrov sv. Jiří i s mocenskou a výrobní složkou, centrální církevní areál na sadské ostrožně Sady – Derfla). Uvnitř, na hranici i vně aglomerace se nacházejí doklady o několika druzích fortifikací od opevnění tzv. lehčí konstrukce (např. tzv. Christinův val starobylé konstrukce i tvaru) až po nejpevnější hradbu doposud zjištěnou v rámci našich velkomoravských hradisek, a to ve východní části uherskohradišťské čtvrti Rybárny (Bumbalov). Hradba skořepinové konstrukce s masívní, přes dva metry silnou kamennou plentou, byla široká téměř 10 metrů.

### Uherské Hradiště

#### Svatojiřský ostrov
Cesta k brodu od jihu vedla přes ostrov sv. Jiří (na němž později založil Přemysl II. Otakar královské město Nový Veligrad). Na ostrově stávala podle dochovaných zpráv kamenná kaple sv. Jiří. Její trosky se našly pod základovým zdivem koncem 18. století zrušeného a zbořeného gotického svatojiřského kostela, který nahradil kapli někdy počátkem 15. století. Stával v úhlopříčce hlavního náměstí.
O opevnění toho mnoho nevíme. Před středověkou hradební zdí se na západní a severní straně nacházejí zbytky nějakého hliněného valu neznámého původu, který má jiný průběh, než středověké hradby. Pozemky okolo valu nesou název Stará ténice (což naznačuje místo starého opevnění). Obdobně se zdá, že od konce valu za Bumbalovem pokračuje i na druhém břehu regulované Moravy jakási vyvýšená linie podél starého meandru řeky Moravy směrem k mařatickému kopci. Ta se pod zástavbou ztrácí a za ní se ve svahu kopce objevuje možné její pokračování. Bez archeologického ověření to ale nelze potvrdit.
Pokračování bumbalovského, stejně jako Christinova valu (případně též zlechovského valu) na druhé straně řeky by znamenalo skvělou obrannou linii pro celou velkomoravskou aglomeraci, neboť by ji umožnilo uzavřít od jihu stejně jako od severu. Obdobný charakter opevnění po obou stranách toku známe i z jiných slovanských lokalit (Novgorod) a předsunuté valy např. ze Starých zámků u Líšně nebo i z jiných slovanských zemí (Polsko, Ukrajina).

#### Uherské Hradiště – Sady
Do lokality Špitálky v uherskohradišťských Sadech na tzv. metropolitní výšině zvané Derfla na jižním okraji Uherského Hradiště – města a na severozápadním okraji městské části Sady, kde byly odkryty základy sakrálního komplexu s baptisteriem – křtitelnicí, se klade domnělý hrob svatého Metoděje, který sice situačně odpovídá popisu v písemné zprávě z 9. století, avšak našel se prázdný. Nebyly nalezeny žádné kostěné pozůstatky, které by dokládaly přítomnost soluňského věrozvěsta a moravského světce. Přesto bylo místo v roce 2013 oficiálně nazváno „Výšina sv. Metoděje“.

### Mikulčice
Valy u Mikulčic jsou jedním z nejvýznamnějších opevněných hradištních sídel se znaky městského uspořádání, spíše vojenského charakteru, s doklady osídlení předvelkomoravského a velkomoravského horizontu s množstvím kostelů (10 až 12) a artefaktů svědčících o přítomnosti velkomoravské nobility. Existují domněnky, že se mohlo jednat o kmenové centrum s vyššími mocenskými aspiracemi, možná i sídlo prvních Mojmírovců. Zlom ve vývoji hradiska nasvědčuje k tomu, že se v další fázi stalo důležitým prvkem začleněným do systému obrany říše a jejího centra. Prof. Havlík se domníval, že se jednalo o grad Morava, několik badatelů se však přiklání k názvu grad Slavnica či Slivnica.

### Pohansko
Název rozsáhlého nížinného hradiska Pohansko pochází pravděpodobně až z novověku. Některými badateli (I. L. Červinka aj.) bývá nazývané Loventingrad, což je odvozeno od starého jména Břeclavi z německé listiny z 11. století – Laventenburch. Ve výzkumech započatých až v roce 1959 profesorem Františkem Kalouskem pokračoval Bořivoj Dostál.

### Náklo
Na vrchu Náklo mezi vesnicemi Ratíškovice, Milotice a Dubňany na Hodonínsku archeologové objevili rozsáhlé naleziště s velkým kostelem z období Velké Moravy, přičemž do celé aglomerace se mohly vejít až čtyři tisíce lidí. Podle některých pověstí zde býval Veligrad a místo hrobu svatého Metoděje. Na vrcholu Nákla stojí dřevěný liliový kříž a pískovcová socha Sáma. V 50. letech 20. století zde našli odborníci hrob avarské princezny, která měla být ženou franského kupce Sáma, prvního známého knížete Slovanů.

### Nitra
Na akropoli nitranskou se umísťuje sídlo knížete Pribiny a Svatopluka, než se stal králem a vládcem celé Moravy. Bývalý Pribinův hrad, v soudobých pramenech nazývaný Nitrava, byl v dalším období sídlem údělného knížectví příslušníků dynastie Mojmírovců. Vzhledem k názvu se o lokaci Nitry nikdy nepochybovalo. Jelikož ibn Rustova Kniha vzácných drahokamů zmiňuje dvě města, město (grad) Nít (Nitra) a Velké (vele-) město (grad), pravděpodobně tedy Nitru a Velehrad, rovnítko mezi nimi můžeme prakticky vyloučit.

### Děvín
Velkomoravský Devín byl druhotně vybudován na valech z římské doby, zdokonalených palisádou. Na Děvíně je doložena trojapsidová sakrální stavba z 9. století. Archeologické výzkumy trvají od roku 1913 doposud. První etapu vedl Inocenc Ladislav Červinka do roku 1921, druhou od roku 1933 do roku 1938 akademik Jan Eisner, třetí od roku 1950 do roku 1956 Ján Dekan a čtvrtou od konce 60. let Veronika Plachá.

### Bratislava
Zájem o historii bratislavského hradu je dosti čerstvý. Počátkem 40. let 20. století v souvislosti se záměrem zbourat ruinu bratislavského hradu byl proveden spíše symbolický průzkum areálu. Teprve koncem 50. let téhož věku s rozhodnutím o zachování a restauraci tohoto symbolu Bratislavy byl prosazen již skutečný komplexní archeologický výzkum pod vedením Tatiany Štefanovičové.
Solnohradské letopisy zmiňují k roku 907 tento hrad pod názvem Brezalauspurc, pod nímž Maďaři porazili bavorské vojsko. Ve východní části akropole stála trojlodní bazilika s omítkou a figurálními freskami. Na rozdíl od Mikulčic, kde byly vysondovány základy trojlodní baziliky po celém obvodu, podobu bratislavského kostela lze odhadovat jen zhruba, neboť se po různých pozdně středověkých a novověkých úpravách dochovalo pouze torzo základů. Proto nelze určit délku kostela, jehož celková šířka 12,8 m překonává šířku baziliky mikulčické. Na vrcholu akropole stála kamenná palácová stavba 12 x 5,5 metru.